# Agriculture végane
L'agriculture végane est une forme d'agriculture n'utilisant aucun intrant d'origine animale. En particulier, sa production n'est pas animale.

## Définition
L'agriculture végane consiste en des méthodes d'agriculture n'utilisant pas d'animaux ou de produits d'origine animale.
Un produit issu de l'agriculture végane est nécessairement végane, mais l'inverse n'est pas vrai : un produit végétal (ou fongique) est usuellement qualifié de végane (et éventuellement labellisé comme tel), même si les végétaux à partir desquels il est fabriqué sont cultivés avec l'aide de techniques ou d'intrants animaux (traction animale, fumier, lisier, etc. ).

## Présentation
L'agriculture végane produit des denrées essentiellement végétales ou fongiques, sans utiliser d'intrants animaux, donc ni fumier, ni lisier, ni autres produits dérivés des matières fécales animales pour la fertilisation des sols. La fertilisation passe donc par l'utilisation d'engrais vert et de compost végétal.
L'agriculture végane n'utilise pas obligatoirement les techniques de l'agriculture biologique. Cependant, la plupart des articles et discussions à ce sujet visent ou sous-entendent l'utilisation de ces techniques.
L'agriculture végane aurait un effet positif sur l'effet de serre.